# Expert Petroleum
Expert Petroleum este o companie care are ca obiect de activitate dezvoltarea și reabilitarea câmpurilor mature de petrol și gaze naturale prin intermediul licențelor directe sau în parteneriat cu companii care au nevoie de resurse umane, expertiză sau capital.
Expert Petroleum a fost fondată ca parte a NT&S Energy, un holding de companii specializate în domeniul oil&gas care derulează operațiuni în Orientul Mijlociu, Africa de Nord, Europa de Est și America de Nord.
Expert Petroleum are birouri regionale în România pentru Europa Centrală și de Est, în Iordania pentru Orientul Mijlociu și Africa de Nord.
Compania a achiziționat în România, începând cu 2006, opt perimetre depletate, unde a început producția în decembrie 2009.